# JT Marcinkowski
James Thomas Marcinkowski, noto semplicemente come JT Marcinkowski (Alamo, 9 maggio 1997), è un calciatore statunitense, portiere del LA Galaxy.

## Carriera

### Club
Ha esordito e giocato nella Major League Soccer con il S.J. Earthquakes dal 2018 al 2024, disputando complessivamente 96 partite e subendo 162 reti tra tutte le competizioni.
Il 16 gennaio 2025 viene ingaggiato dal LA Galaxy.

### Nazionale
Con la nazionale Under-20 statunitense ha partecipato al campionato nordamericano 2017 (torneo vinto dalla sua nazionale) ed al Mondiale Under-20 del medesimo anno. Ha inoltre giocato anche con le nazionali giovanili statunitensi Under-18 ed Under-23.

## Statistiche

### Cronologia presenze e reti in nazionale
| Cronologia completa delle presenze e delle reti in nazionale ― Stati Uniti under 23 | Cronologia completa delle presenze e delle reti in nazionale ― Stati Uniti under 23 | Cronologia completa delle presenze e delle reti in nazionale ― Stati Uniti under 23 | Cronologia completa delle presenze e delle reti in nazionale ― Stati Uniti under 23 | Cronologia completa delle presenze e delle reti in nazionale ― Stati Uniti under 23 | Cronologia completa delle presenze e delle reti in nazionale ― Stati Uniti under 23 | Cronologia completa delle presenze e delle reti in nazionale ― Stati Uniti under 23 | Cronologia completa delle presenze e delle reti in nazionale ― Stati Uniti under 23 |
| Data                                                                                | Città                                                                               | In casa                                                                             | Risultato                                                                           | Ospiti                                                                              | Competizione                                                                        | Reti                                                                                | Note                                                                                |
| ----------------------------------------------------------------------------------- | ----------------------------------------------------------------------------------- | ----------------------------------------------------------------------------------- | ----------------------------------------------------------------------------------- | ----------------------------------------------------------------------------------- | ----------------------------------------------------------------------------------- | ----------------------------------------------------------------------------------- | ----------------------------------------------------------------------------------- |
| 22-3-2021                                                                           | Zapopan                                                                             | Rep. Dominicana under 23                                                            | 0 – 4                                                                               | Stati Uniti under 23                                                                | Torneo preolimpico CONMEBOL 2020                                                    | -                                                                                   |                                                                                     |
| Totale                                                                              |                                                                                     | Presenze                                                                            | 1                                                                                   |                                                                                     | Reti                                                                                | 0                                                                                   |                                                                                     |